# Stenophylax coiffaiti
Stenophylax coiffaiti là một loài Trichoptera trong họ Limnephilidae. Chúng phân bố ở miền Cổ bắc.